# Atlas Copco
Atlas Copco Aktiebolag är ett svenskt industriföretag med huvudkontor i Nacka. Företaget har cirka 45 000 anställda och verkar inom affärsområdena kompressorteknik, vakuumteknik, industriteknik samt energiteknik. I Sverige produceras industriella, kraftdrivna handverktyg i  Tierp medan till exempel kompressorer, pumpar, vakuumprodukter och produkter för energilösningar tillverkas utomlands.

## Historik
Företaget har sin bakgrund i två olika industriföretag som båda grundades i Stockholmsområdet i slutet av 1800-talet.

### AB Atlas och Nya AB Atlas
Aktiebolaget Atlas bildades 1873, ordförande var André Oscar Wallenberg och Edvard Fränckel var verkställande direktör. Företaget lät uppföra verkstäder i nuvarande Atlasområdet i Vasastaden, Stockholm, dessutom hade man en verkstad i Södertälje. Verkstäderna i Stockholm låg precis invid stambanan, och redan från start tillverkade man materiel för järnvägen, till exempel personvagnar, godsvagnar, växlar, vändskivor, ångmaskiner, tändkulemotorer, kompressorer och lokomotiv, men även kanonlavetter till försvaret. På 1880-talet köpte man Brynäsvarvet i Gävle.
I slutet av 1880-talet drabbades företaget av en ekonomisk kris och rekonstruerades. Det nya företaget fick namnet Nya AB Atlas. I början av 1900-talet blev tryckluftsprodukter allt viktigare. De första produkterna var nit- och mejselhammare. På 1910- och 1920-talet tillkom olika typer av bergborrmaskiner.

### AB Diesels Motorer och Atlas Diesel AB
Aktiebolaget Diesels Motorer bildades 1898 efter initiativ av Marcus Wallenberg, som samma år köpt en licens för att tillverka en dieselmotor som tagits fram av den tyska ingenjören Rudolf Diesel.
År 1898 köpte företaget två stora tomter i Sickla i västra delen av Nacka kommun. Här byggdes en fabrik, men även arbetarbostäder i nuvarande Tallbacken. De första motorerna levererades 1899. Tillverkningen var till en början ganska liten, men det satsades mycket på utveckling. År 1907 hade man lyckats ta fram en reversibel (omkastbar) dieselmotor som kunde användas för att driva fartyg, en uppfinning av företagets chefsingenjör Jonas Hesselman. 
År 1917 gick Diesels Motorer samman med Atlas varvid AB Atlas Diesel bildades. Företaget koncentrerade hela verksamheten till verkstäderna i Sickla 1927, och på fabriksområdet i Vasastaden byggdes bostäder. I Sickla uppfördes samtidigt flera nya byggnader, bland annat den stora så kallade "luftverkstaden". Under de följande åren växte verksamheten.

### Den svenska metoden

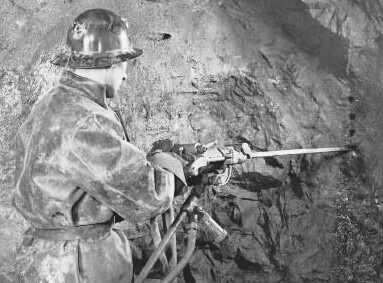
Borrning enligt Svenska metoden i Atlas Copcos provgruva

1930 lanseras den första lätta handhållna bergborrmaskinen i RH-serien som skulle bli en viktig komponent i den Svenska metoden, RH-borrmaskinerna finns fortfarande i Atlas Copcos sortiment idag. 1935 utvecklades knämataren, denna bestod av en cylindrisk knästräva med en pneumatisk cylinder som på ett enkelt sätt kunde upprätthålla ett högt och jämnt matningstryck på borrmaskinen samtidigt som den var hanterbar för en person. 
Under början av 1940-talet så började Atlas Diesel tillsammans med Kooperativa Förbundets glödlampsfabrik Luma utvecklingen av borrstål för bergborrar med hårdmetallspets. Luma bidrog med sakkunskap rörande tillverkning av wolframkarbid och med tiden övertog Sandvikens Jernverk utvecklingen och tillverkningen av borrstål med hårdmetallspetsar. Den stora fördelen med borrskär med hårdmetall var att borrstålet behöll sin skärpa flerfaldigt längre än traditionella stålborrar. Dessa tre komponenter kom att utgöra den Svenska metoden som kom att kraftigt öka produktiviteten vid tunnel- och ortdrivning.
Den första storskaliga användningen av den Svenska metoden var utbyggnaden av spårvagnslinje 17 i Stockholm 1945-1947, där en tunnel drevs genom Hägerstensåsen. Det internationella genombrottet för metoden var bygget av Mont Blanctunneln 1957–1965.
Efter andra världskriget anställdes mycket ny personal, bland annat många italienska invandrare. 1948 omfattade fabriksområdet i Sickla hela 210 000 m². Samma år tog man beslut om att sluta att tillverka dieselmotorer och helt koncentrera sig på tryckluftsprodukter. 1951 tillverkades den sista dieselmotorn i Sickla och verksamheten flyttades till Trollhättan. 
1956 bytte man namn till Atlas Copco. Namnet Copco härrör från företagets förvärv av det belgiska företaget Airpic Engineering NV, där Copco är en akronym av det franska Compagnie Pneumatique Commerciale.

### Internationell expansion 1950-
Den svenska metoden som var grundad under krigstiden, lade grunden för den internationella expansionen som Atlas Copco  inledde på 1950-talet. År 1956 köptes det belgiska kompressorföretaget Arpic Engineering, vilket var företagets första stora internationella förvärv. Så småningom producerade Airpics anläggningar en majoritet av Atlas Copcos kompressorproduktion. 1960 skedde det ännu ett viktigt förvärv med köpet av Craelius. Det var på 1970-talet som den internationella expansionen tog fart på riktigt tack vare av strukturella omvandlingar och effektivitetsåtgärder som blev nödvändiga när den ekonomiska situationen var dålig och produktionskostnader gick upp. Dessa förhållanden betydde att Atlas Copco var tvunget att gasa och bromsa samtidigt för att hålla lönsamheten uppe . Därför gjordes en rad strategiska förvärv vilket inkluderade den franska kompressortillverkaren; Mauguière För att stärka sin ställning i USA gjordes fler strategiska köp inom Airpower-verksamheter, vilket inkluderade det viktiga förvärvet Worthington Compressors.
I början på 1980-talet var Atlas Copco världsledande inom "rock, drilling och pneumatics". När företaget såg potentialen i  industriella verktyg, köptes företaget Chicago Pneumatic Tools år 1987, vilket banade vägen för de viktiga amerikanska, franska och brittiska marknaderna. Atlas Copco blev ett av världens största tillverkare av pneumatiska verktyg och övervakningssystem. I slutet på 1980-talet växte företagets geografiska befästning och utbud på grund av allt fler förvärv som exempelvis det franska företaget Ets. Georges Renault, som tillverkade pneumatiska verktyg. Det brittiska företaget Desoutter Brothers Plc. som levererade industriella verktyg och övervakningssystem köptes in år 1990. 1992 förvärvades AEG Elektrowerkzeuge och 1995 blev Milwaukee Electric Tool uppköpta, vilket stärkte företagets räckvidd ännu mer. 1997 gjorde Atlas Copco största och viktigaste förvärv med köpet av Prime Service Corporation, som var det största maskinuthyrningsföretaget i USA. North American Rental Service Corporation förvärvades år 1999. I maj 2007 slutförde man uppköpet av den svenska tillverkaren av vältar, asfaltmaskiner, markvibratorer och dränkbara dräneringspumpar, Dynapac med 2100 anställda. I oktober 2017 såldes Dynapac till franska Fayat.
Under 2018 knoppades verksamheten inom gruv- och anläggningsindustrierna av som företaget Epiroc och delades ut till Atlas Copcos aktieägare och noterades på Stockholmsbörsen. Epiroc noterades på Nasdaq Stockholm den 18 juni 2018.

## Verksamhetsområden

### Kompressorteknik
Detta område producerar produkter för olje-, gas- och processindustrierna. Produkterna som tillverkas är främst industrikompressorer, expansionsturbiner, processkompressorer, styrsystem för tryckluft och utrustning för luft- och gas behandling.

### Vakuumteknik
Vakuumteknik separerades från kompressorteknik och blev sitt eget affärsområde 2017. Det tillverkar vakuumlösningar som bland annat används för att skapa en ren miljö i tillverkningen av till exempel halvledare.  

### Industriteknik
Området tillverkar främst monteringssystem, produkter för kvalitetssäkring, mjukvaror och industriverktyg för industrier som fordon, verkstad och underhåll och fordonsservice.

### Energiteknik
Detta område tillverkar produkter som portabla kompressorer, generatorer, energilagringssystem, entreprenadverktyg, belysningstorn, elektriska dränkbara dräneringspumpar och sugande dräneringspumpar.

## Företaget

### Produktion
Atlas Copco tillverkar kritiska komponenter av sin utrustning internt och samarbetar med affärspartners för icke-kritiska komponenter. Cirka 75% av produktionskostnaden för utrustning representerar köpta komponenter och cirka 25% är internt tillverkade kärnkomponenter, monteringskostnader och omkostnader. Utrustning representerar mindre än 60% av avkastning och tillverkning av utrustning är primärt baserat på kundens beställningar. Endast vissa typer av utrustning med hög volym är tillverkat baserat på förväntad efterfrågan.

### Organisation
Verksamheten är organiserad i fyra affärsområden. Organisationen har både legala och operativa enheter. Varje enhet[förklaring behövs] har en affärsstyrelse som reflekterar gruppens operationella struktur[förklaring behövs]. Affärsstyrelsens ansvar är att agera som en rådgivare och beslutsfattande organ när det gäller strategiska and operativa problem[förklaring behövs]

### Varumärken
Atlas Copco innehar en rad olika varumärken som används för att benämna sina produkter. Dessa inkluderar:
- ABAC
- AGRE Kompressoren
- ALUP Kompressoren
- American Pneumatic Tools (APT)
- BeaconMedæs
- Shanghai Bolaite Compressor Co.
- Ceccato Aria Compressa
- Chicago Pneumatic
- Cirmac
- Creemers Compressors
- Desoutter Tools
- Dynapac
- Edwards
- Ekomak
- Epiroc
- FIAC
- Fuji Air Tools
- Gazcon
- Gesan
- GrassAir Compressoren
- Henrob
- Houston Service Industries (HSi)
- Guangzhou Linghein Compressor Co.
- Liuzhou Tech Machinery Co.
- Lutos
- Mark Compressors
- Mauguière
- Perfora
- Pneumatech Medical Gas Solutions
- Pneumatech
- Puska Aire Comprimido
- Quincy Compressor
- Rand-Air
- Rodcraft
- SCA
- Seti-Tec Line
- Wuxi Shengda Air/Gas Purity Equipment Co.
- Shenyang
- Varisco
- Worthington Creyssensac

COP i kombination med efterföljande siffror och/eller bokstäver är en serie varumärkesskyddade bergborrningsprodukter, i huvudsak bergborrmaskiner (både tryckluftsdrivna och hydrauliskt drivna). Produktnamn som COP1238 och COP4050 är två olika typer av hydrauliskt drivna bergborrmaskiner och COPROD är en speciell typ av borrstång utvecklad och patenterad av Atlas Copco. Atlas Copcos första helhydrauliska bergborrmaskin COP1038 introducerades 1972. Bokstäverna "COP" anspelar på den första delen i företagsnamnet - "COPCO".

### Verkställande direktörer
Atlas-Copco och dess föregångarföretag har haft följande verkställande direktörer/koncernchefer sedan bildandet 1873:

- 1873–1887: Eduard Fränckel
- 1887–1909: Oscar Lamm
- 1909–1940: Gunnar Jacobsson
- 1940–1957: Walter Wehtje
- 1957–1970: Kurt-Allan Belfrage
- 1970–1975: Erik Johnsson
- 1975–1991: Tom Wachtmeister
- 1991–1997: Michael Treschow
- 1997–2002: Giulio Mazzalupi
- 2002–2009: Gunnar Brock
- 2009–2017: Ronnie Leten
- 2017–2024: Mats Rahmström
- 2024–: Vagner Rego[11]

### Vatten åt alla
Vatten åt alla grundades år 1984 och är Atlas Copcos viktigaste samhällsengagemang.  Det finansieras och drivs av Atlas Copcos anställda, med bidrag från företaget. Anställda i cirka 30 länder är med och driver Vatten åt alla. År 2015 fick Atlas Copco USA ihop 31 000 USD för sin välgörenhetsorganisation och hittills har organisationen försett över 1,5 miljoner människor med rent dricksvatten. Länder där organisationen har bidragit med infrastruktur inkluderar Kenya, Tanzania, Indien, Bangladesh, och många fler..

## Bildgalleri

### Historiska bilder

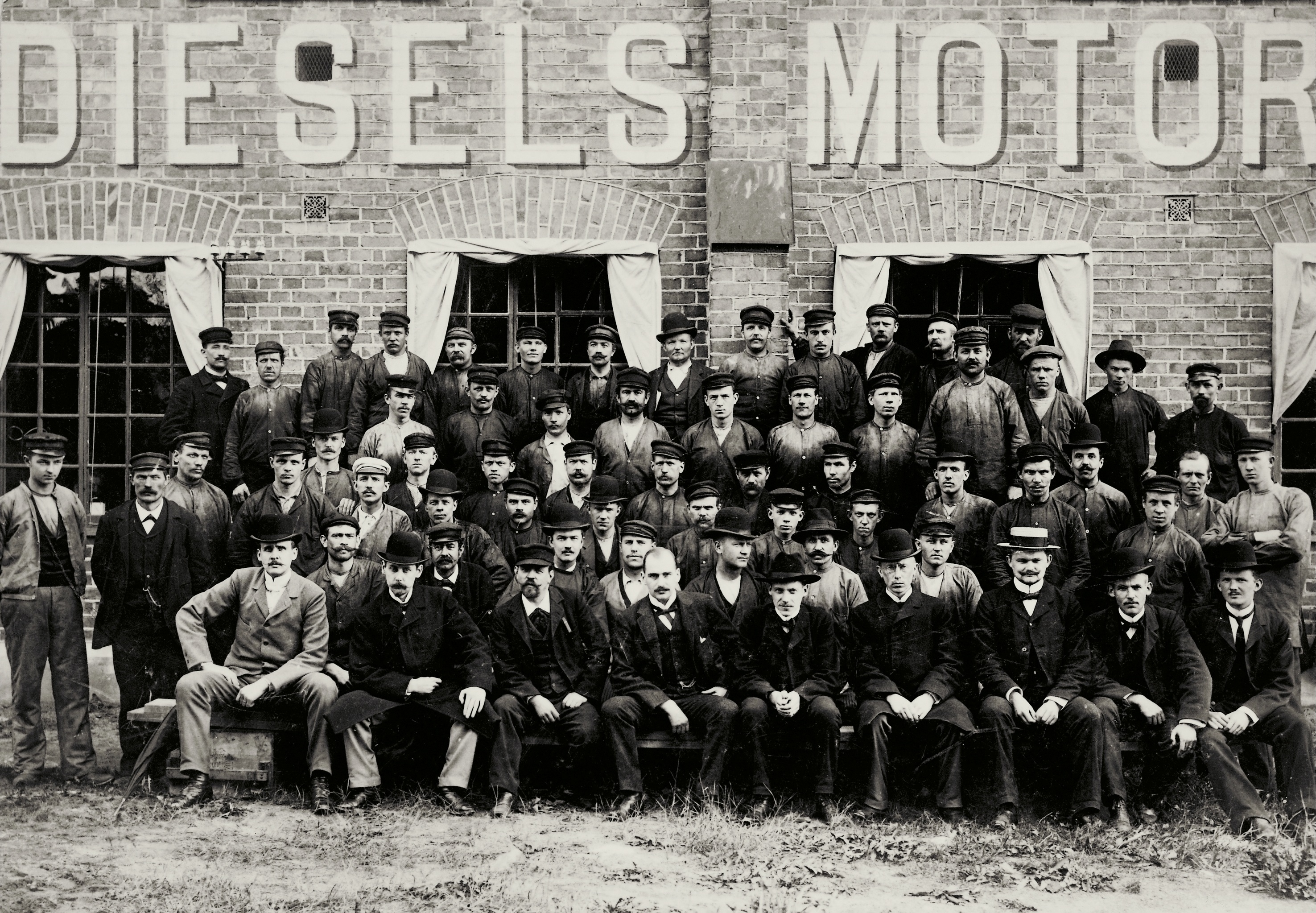
Personal vid AB Diesels Motorer 1903. Jonas Hesselman sitter som femte person från höger i raden längst fram.
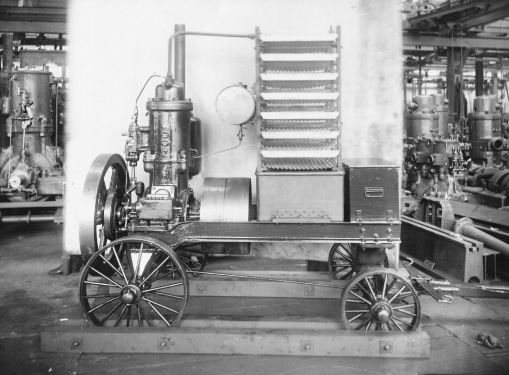
En Atlas Diesel kompressor från 1920-talet
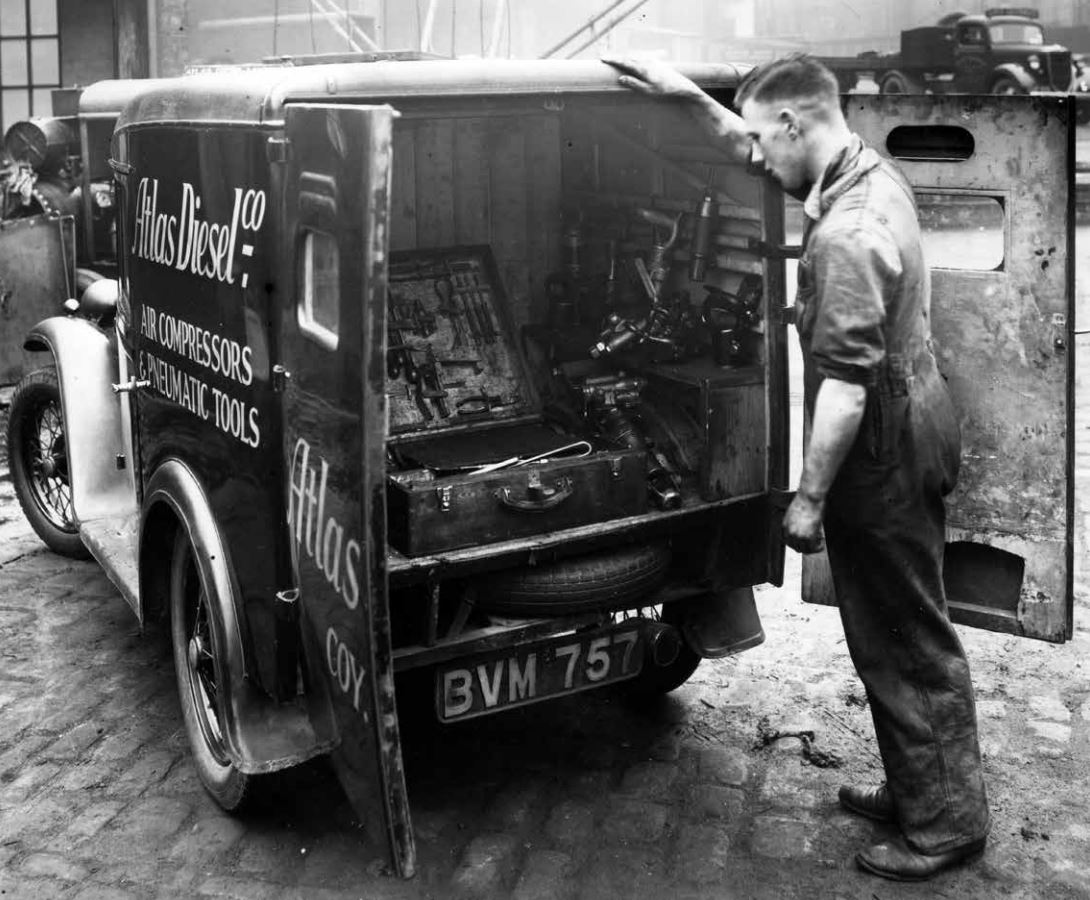
En av Atlas Diesels servicebilar, 1930-tal
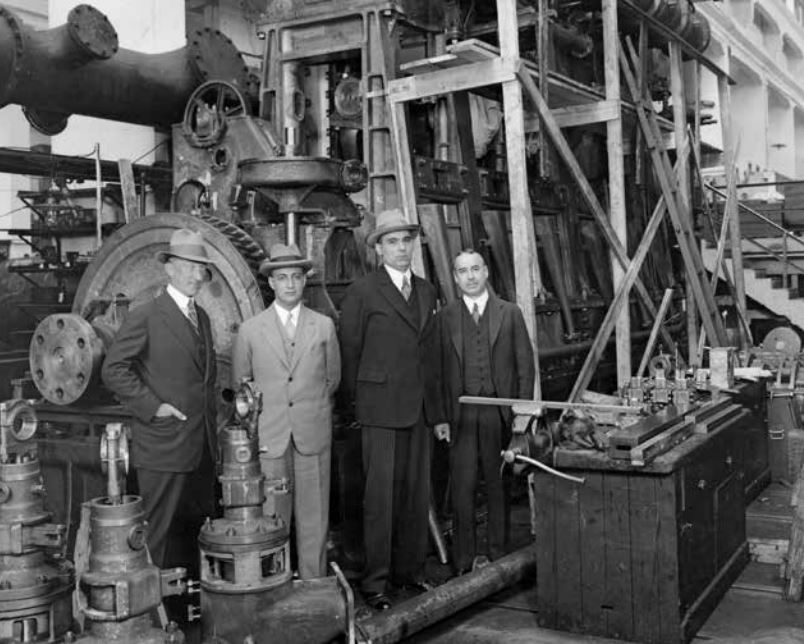
VD:n Gunnar Jacobsson (längst till höger) på besök i sammansättningshallen, 1930-tal

### Produkter (urval)

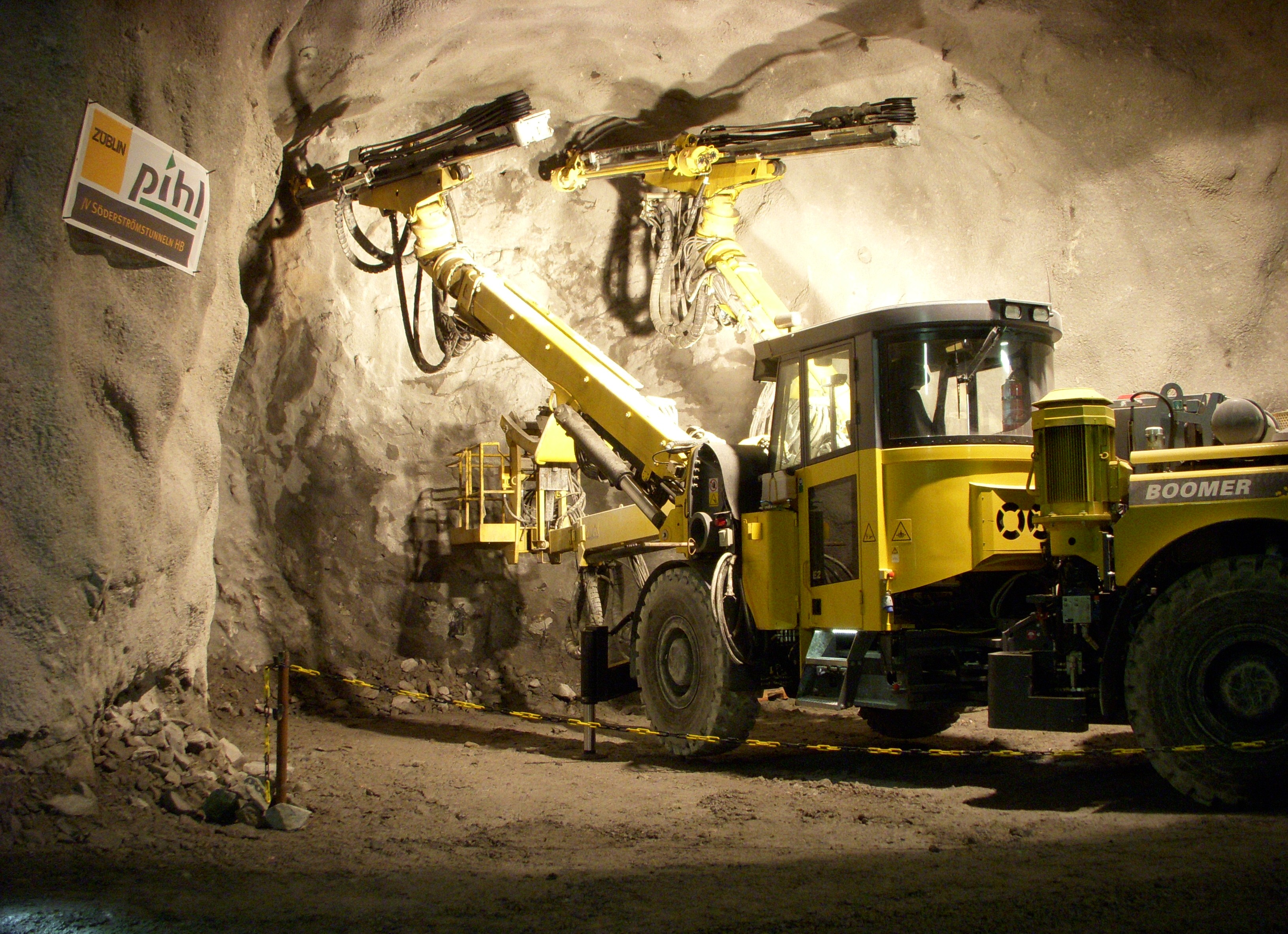
Tunnelborrmaskin "Rocket Boomer E2C", modell 2009 i arbete vid Citybanan
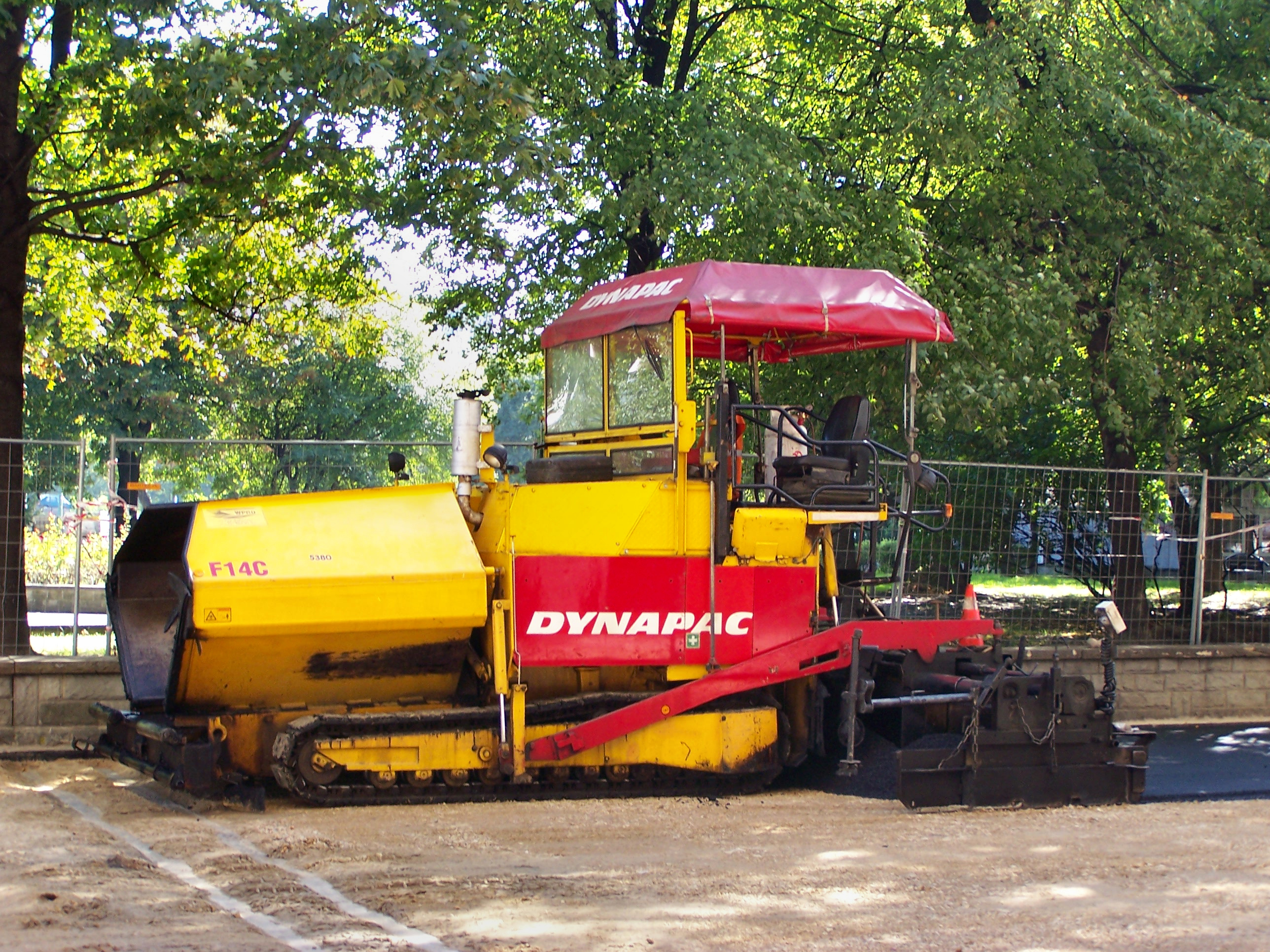
En Dynapac F14C asfaltläggare
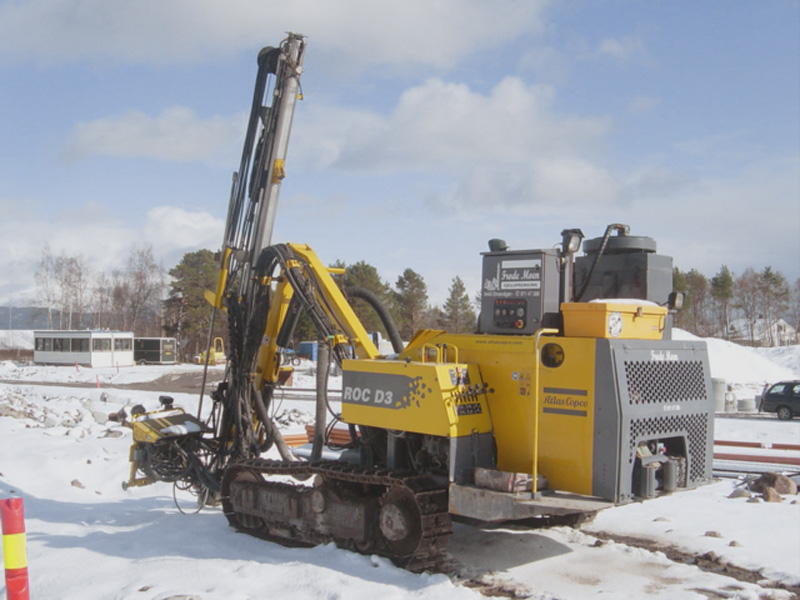
En ROC D3
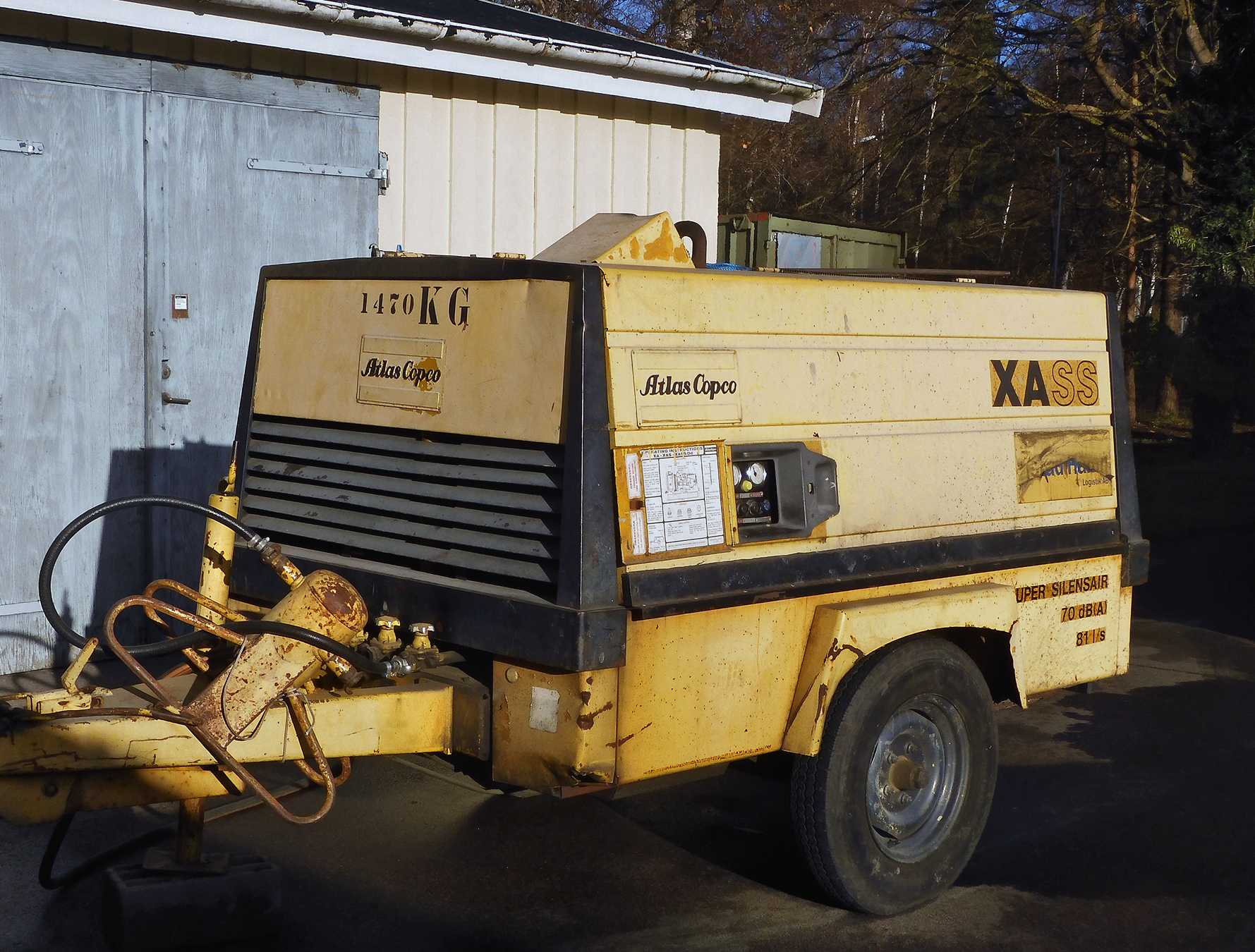
En kompressor från Atlas Copco modell XASS från ca 1985.

## Samarbete med högskolor och universitet
Företaget är en av medlemmarna, benämnda Partners, i Handelshögskolan i Stockholms partnerprogram för företag som bidrar finansiellt till högskolan och nära samarbetar med den vad gäller forskning och utbildning.